# Laccophilus transversalis
Laccophilus transversalis är en skalbaggsart som beskrevs av Régimbart 1877. Laccophilus transversalis ingår i släktet Laccophilus och familjen dykare.

## Underarter
Arten delas in i följande underarter:
- L. t. leptogonus
- L. t. transversalis
- L. t. lituratus